# Extracts from Letters to Henslow

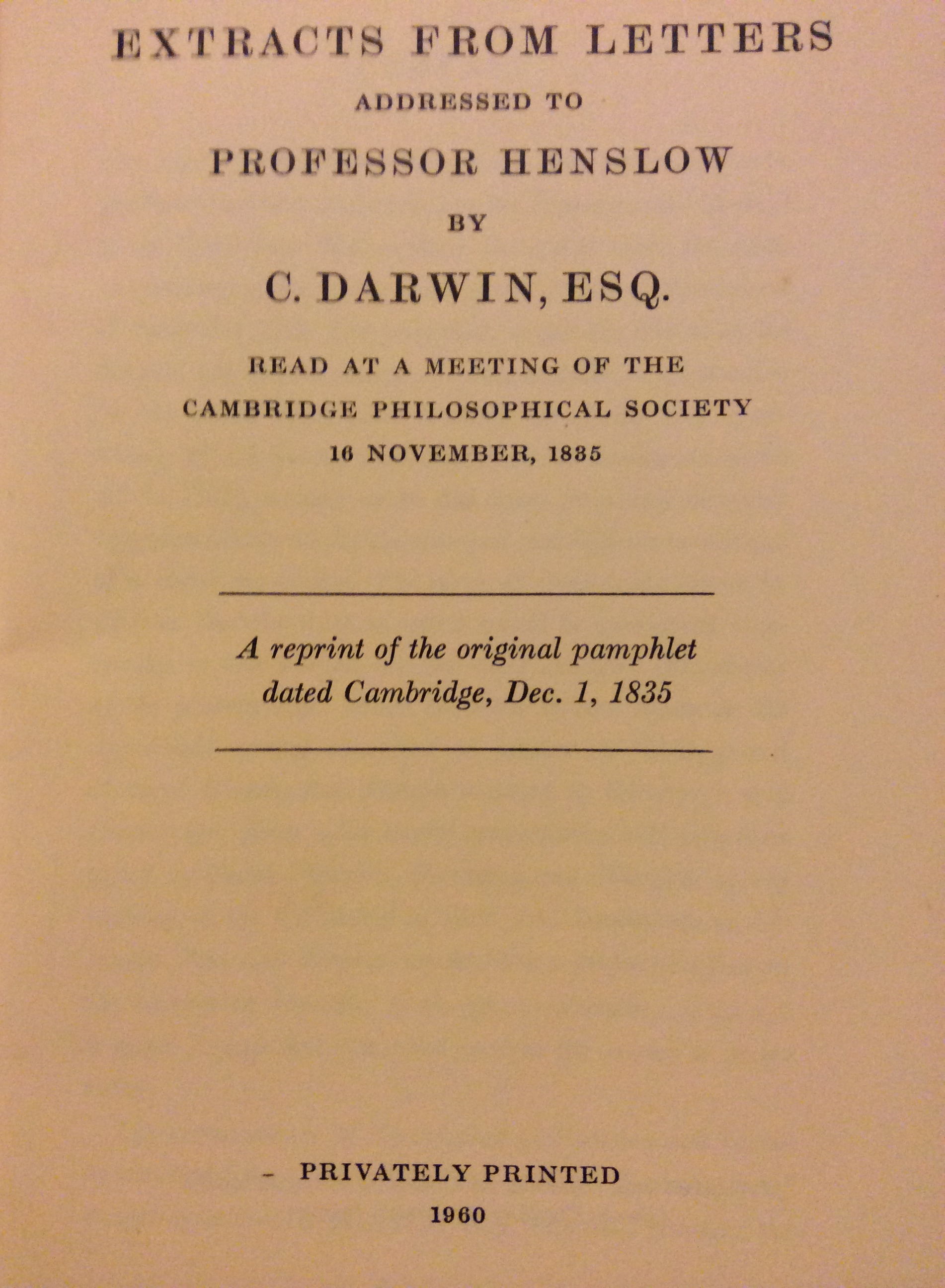
Frontespizio di un'edizione ristampata da un privato nel 1960

Extracts from Letters to Henslow (Estratti dalle lettere a Henslow) è un opuscolo contenente un testo estratto da dieci lettere che Charles Darwin scrisse a John Stevens Henslow durante la seconda spedizione di rilevamento della HMS Beagle in Sud America. Le lettere furono lette il 16 novembre 1835 alla Cambridge Philosophical Society da Henslow e Adam Sedgwick. Il 18 novembre, Sedgwick presentò alla Geological Society of London alcune note geologiche tratte dalle lettere. Infine, il 1° dicembre 1835, furono stampate in un opuscolo per una distribuzione privata.
Questo opuscolo contribuì a consolidare la reputazione di Darwin tra gli scienziati e il pubblico informato, ma quando egli venne a conoscenza della pubblicazione dell'opuscolo, fu "piuttosto inorridito":

## Antefatti
Darwin conobbe Henslow grazie alla sua partecipazione alle sue conferenze scientifiche e alle escursioni a Cambridge. Aveva sentito parlare di Henslow tramite suo fratello Erasmus Darwin, che lo ammirava molto come uomo di brillantezza scientifica e integrità. Ispirato da Henslow, divenne presto un visitatore della sua casa e successivamente entrò in contatto con la comunità scientifica.
Il geografo idrografo della Marina britannica, Francis Beaufort, faceva parte della rete di Cambridge ed era molto interessato a promuovere la scienza. Quando organizzò il secondo viaggio di rilevamento della HMS Beagle, accolse il suggerimento del capitano Robert FitzRoy di portare con sé un geologo e chiese al suo amico, il matematico George Peacock, di "consigliare una persona adeguata per andare come naturalista con questa spedizione". Peacock offrì il posto al reverendo Leonard Jenyns, che arrivò a preparare i suoi vestiti prima di avere dei ripensamenti. Henslow pensò di partire, ma quando vide che sua moglie "sembrava così triste", decise di rinunciare.
Henslow ovviamente stimava molto Darwin, anche se all'epoca la scienza non era una disciplina formalmente riconosciuta a Cambridge. Rispondendo a Peacock, Henslow disse che Darwin era "la persona più qualificata che conosca per assumere tale incarico", e poi scrisse una lettera a Darwin, che in quel momento si trovava in Galles per uno stage di geologia pratica con Adam Sedgwick (professore di geologia). Quando Darwin tornò a Shrewsbury il 29 agosto 1831, trovò la lettera di Henslow che gli comunicava l'offerta.  Suo padre si oppose all'idea, quindi Darwin inizialmente rifiutò, ma suo zio superò le obiezioni e il 1º settembre Darwin accettò la posizione, che era autofinanziata.
I preparativi furono fatti rapidamente. Darwin insistette affinché le sue collezioni fossero sotto il suo controllo, con l’impegno che fossero destinate a un ente pubblico adeguato. Henslow sperava che potessero essere conservate nel piccolo museo della Cambridge Philosophical Society, ma Darwin diplomaticamente suggerì che i nuovi ritrovamenti dovessero andare alla "collezione più grande e centrale", piuttosto che a una "collezione provinciale, per quanto buona possa essere". FitzRoy organizzò il trasporto dei campioni verso l'Inghilterra tramite il servizio postale dell'ammiragliato, e Henslow si offrì di custodirli a Cambridge. Darwin confermò con lui gli accordi per il trasporto via terra dal porto.

## Lettere
Dopo alcuni ritardi, la Beagle salpò il 27 dicembre 1831. Visitarono alcune isole atlantiche, per poi raggiungere il Sud America il 4 aprile 1832. Darwin, entusiasta delle sue scoperte geologiche, delle collezioni di organismi e dei paesaggi tropicali, aspettò di essere a Rio de Janeiro per scrivere la prima di una serie di lettere a Henslow.
Da queste lettere furono tratti degli estratti.

### Rio de Janeiro, 18 maggio 1832
Il 18 maggio, mentre soggiornava a terra in una casetta a Botafogo vicino a Rio de Janeiro, Darwin scrisse un riassunto delle sue ricerche da quando aveva lasciato l'Inghilterra.
St Jago is singularly barren, and produces few plants or insects; so that my hammer was my usual companion.
On the coast I collected many marine animals, chiefly gasteropodous mollusca (I think some new). I examined pretty accurately a Caryophyllia, and, if my eyes were not bewitched, former descriptions have not the slightest resemblance to the animal. I took several specimens of an Octopus, which possessed a most marvellous power of changing its colours; equalling any chamelion, and evidently accommodating the changes to the colour of the ground which it passed over.
We then sailed for Bahia, and touched at the rock of St Paul. This is a serpentine formation.
After touching at the Abrothos,1 we arrived here on April 4th.
A few days after arriving, I started on an expedition of one hundred and fifty miles to Rio Macao, which lasted eighteen days.
I am now collecting fresh water and land animals: if what was told me in London is true, viz. that there are no small insects in the collections from the Tropics, I tell entomologists to look out and have their pens ready for describing. I have taken as minute (if not more so) as in England, Hydorpori, Hygroti, Hydrobii, Pselaphi, Staphylini, Curculiones, Bembidia, &c. &c. It is exceedingly interesting to observe the difference of genera and species from those which I know; it is however much less than I had expected.
I have just returned from a walk, and as a specimen how little the insects are known, Noterus, according to Dic. Class. consists solely of three European species. I, in one haul of my net, took five distinct species.
At Bahia, the pegmatite and gneiss in beds had the same direction as was observed by Humboldt to prevail over Columbia, distant thirteen hundred miles.»
St Jago è straordinariamente arida e produce poche piante o insetti; così il mio martello era il mio compagno abituale.
Sulla costa ho raccolto molti animali marini, principalmente molluschi gasteropodi (credo alcuni nuovi). Ho esaminato con una certa precisione una Caryophyllia e, se i miei occhi non mi hanno ingannato, le descrizioni precedenti non hanno la minima somiglianza con l'animale. Ho preso diversi esemplari di un polpo, che possedeva un potere straordinario di cambiare colore, eguagliando qualsiasi camaleonte, adattando evidentemente i cambiamenti al colore del terreno su cui si spostava.
Poi abbiamo salpato per Bahia, facendo tappa alla Roccia di San Paolo. Questa è una formazione di serpentina.
Dopo aver toccato gli Abrothos (un errore di stampa per l'arcipelago degli Abrolhos, isole rocciose al largo della costa del Brasile, a nord di Rio de Janeiro), siamo arrivati qui il 4 aprile.
Pochi giorni dopo il nostro arrivo, sono partito per una spedizione di centocinquanta miglia fino a Rio Macao, che è durata diciotto giorni.
Ora sto raccogliendo animali d'acqua dolce e terrestri: se ciò che mi è stato detto a Londra è vero, ossia che nelle collezioni dai Tropici non ci sono piccoli insetti, allora dico agli entomologi di prepararsi a descriverli. Ho trovato insetti piccoli quanto (se non di più) di quelli in Inghilterra: Hydorpori, Hygroti, Hydrobii, Pselaphi, Staphylini, Curculiones, Bembidia, ecc. È estremamente interessante osservare la differenza di generi e specie rispetto a quelli che conosco; tuttavia, è molto meno marcata di quanto mi aspettassi.
Sono appena tornato da una passeggiata e, a titolo di esempio di quanto poco si conoscano gli insetti, Noterus, secondo il Dizionario Classico, consiste esclusivamente di tre specie europee. Io, in una sola raccolta con la mia rete, ho trovato cinque specie distinte.
A Bahia, il pegmatite e lo gneiss in strati avevano la stessa direzione osservata da Humboldt come predominante in Colombia, a una distanza di oltre duemila chilometri.»
(Rio de Janeiro, 18 maggio 1832)

### Montevideo, 15 agosto 1832
Il 15 agosto scrisse da Montevideo riguardo ai campioni raccolti nelle foreste tropicali e descrisse la prima scatola di esemplari che stava inviando tramite la nave postale dell'Ammiragliato Emulous, in partenza il 19 agosto. Henslow rispose alla lettera dopo aver ricevuto la scatola a metà gennaio..
I made an enormous collection of Arachnidæ at Rio. Also a good many small beetles in pill-boxes: but it is not the best time of year for the latter.
Amongst the lower animals, nothing has so much interested me as finding two species of elegantly coloured planariæ (?) inhabiting the dry forest! The false relation they bear to snails is the most extraordinary thing of the kind I have ever seen. In the same genus (or more truly, family) some of the marine species possess an organization so marvellous, that I can scarcely credit my eyesight. Every one has heard of the discoloured streaks of water in the equatorial regions. One I examined was owing to the presence of such minute Oscillatoria,1 that in each square inch of surface there must have been at least one hundred thousand present.
I might collect a far greater number of specimens of invertebrate animals if I took up less time over each: but I have come to the conclusion, that two animals with their original colour and shape noted down, will be more valuable to naturalists than six with only dates and place.
At this present minute we are at anchor in the mouth of the river: and such a strange scene it is. Every thing is in flames—the sky with lightning—the water with luminous particles—and even the very masts are pointed with a blue flame.»
Ho fatto un'enorme raccolta di Arachnidi a Rio. Inoltre, ho raccolto un buon numero di piccoli coleotteri in scatoline: tuttavia, non è il periodo migliore dell'anno per questi ultimi.
Tra gli animali inferiori, nulla mi ha interessato tanto quanto trovare due specie di planarie (?) elegantemente colorate che abitano la foresta secca! La falsa relazione che mostrano con le lumache è la cosa più straordinaria del genere che abbia mai osservato. Nello stesso genere (o, più correttamente, famiglia), alcune specie marine possiedono un'organizzazione così straordinaria che faccio fatica a credere ai miei occhi. Tutti hanno sentito parlare delle striature scolorite di acqua nelle regioni equatoriali. Una che ho esaminato era dovuta alla presenza di Oscillatoria così minute che, in ogni pollice quadrato di superficie, ce n'erano almeno centomila.
Potrei raccogliere un numero molto maggiore di esemplari di animali invertebrati se dedicassi meno tempo a ciascuno; tuttavia, sono giunto alla conclusione che due animali con il loro colore e forma originale annotati siano più preziosi per i naturalisti rispetto a sei con solo data e luogo indicati.
In questo momento siamo all'ancora alla foce del fiume: e lo spettacolo è davvero insolito. Tutto è in fiamme: il cielo illuminato dai lampi, l'acqua piena di particelle luminose e persino gli alberi della nave che brillano di una fiamma blu.»
(Montevideo, 15 agosto 1832)

### Montevideo, 24 novembre 1832
Dopo aver completato le rilevazioni lungo la costa e le esplorazioni nell'entroterra, Darwin scrisse da Montevideo lamentandosi che Alcide d'Orbigny potesse raccogliere i migliori campioni prima di lui, per poi annunciare le sue scoperte fossili a Punta Alta, comprese le ossa gigantesche di Megatherium. Completò la lettera a Buenos Ayres, aggiungendo che i suoi esemplari erano stati inviati dalla nave postale Duke of York Falmouth.
I had hoped for the credit of dame Nature, no such country as this last existed; in sad reality we coasted along two hundred and forty miles of sand hillocks; I never knew before, what a horrid ugly object a sand hillock is: the famed country of the Rio Plata in my opinion is not much better; an enormous brackish river bounded by an interminable green plain is enough to make any naturalist groan.
I have been very lucky with fossil bones; I have fragments of at least six distinct animals; as many of these are teeth, shattered and rolled as they have been, I trust they will be recognized. I have paid all the attention I am capable of, to their geological site; but of course it is too long a story for a letter. 1st. the tarsi and meta-tarsi, very perfect, of a cavia;1 2d. the upper jaw and head of some very large animal, with four square hollow molars, and the head greatly produced in front. I at first thought it belonged either to the megalonyx or megatherium.2 In confirmation of this, in the same formation, I found a large surface of the osseous polygonal plates, which "late observations" (what are they?) have shewn to belong to the megatherium. Immediately I saw them I thought they must belong to an enormous armadillo, living species of which genus are so abundant here. 3d. The lower jaw of some large animal, which, from the molar teeth I should think belonged to the edentata;3 4th. large molar teeth, which in some respects would seem to belong to some enormous species of rodentia; 5th. also some smaller teeth belonging to the same order, &c. &c.—They are mingled with marine shells, which appear to me identical with existing species. But since they were deposited in their beds, several geological changes have taken place in the country.
There is a poor specimen of a bird, which to my unornithological eyes, appears to be a happy mixture of a lark, pigeon, and snipe. Mr Mac Leay1 himself never imagined such an inosculating creature.
I have taken some interesting amphibia; a fine bipes;2 a new Trigonocephalus,3 in its habits beautifully connecting Crotalus4 and Viperus:5 and plenty of new (as far as my knowledge goes) saurians. As for one little toad, I hope it may be new, that it may be christened "diabolicus." Milton must allude to this very individual, when he talks of "squat like a toad."6
Amongst the pelagic crustaceæ, some new and curious genera. Among Zoophites some interesting animals. As for one Flustra,7 if I had not the specimen to back me, nobody would believe in its most anomalous structure. But as for novelty, all this is nothing to a family of pelagic animals, which at first sight appear like Medusa, but are really highly organized.
I have examined them repeatedly, and certainly from their structure it would be impossible to place them in any existing order. Perhaps Salpa1 is the nearest animal; although the transparency of the body is almost the only character they have in common.
We have been at Buenos Ayres for a week. It is a fine large city; but such a country; every thing is mud; you can go no where, you can do nothing for mud. In the city I obtained much information about the banks of the Uruguay. I hear of limestone with shells, and beds of shells in every direction.
I purchased fragments of some enormous bones, which I was assured belonged to the former giants!!»
Avevo sperato, per il credito della signora Natura, che un paese come quest'ultimo non esistesse; in triste realtà, abbiamo costeggiato duecentoquaranta miglia di dune di sabbia. Non avevo mai capito prima quanto possa essere orribile e brutto un cumulo di sabbia. La celebre regione del Rio della Plata, a mio parere, non è molto meglio: un enorme fiume salmastro delimitato da un’interminabile pianura verde è sufficiente a far sospirare qualsiasi naturalista.
Sono stato molto fortunato con le ossa fossili; ho frammenti di almeno sei animali distinti. Poiché molti di questi sono denti, sebbene spezzati e consumati, spero che possano essere riconosciuti. Ho dedicato tutta l'attenzione possibile al loro contesto geologico, ma naturalmente è una storia troppo lunga per una lettera. 1o Tarsi e metatarsi, molto ben conservati, di una cavia. 2o La mascella superiore e il cranio di un grande animale con quattro molari quadrati e cavi, con il cranio molto allungato anteriormente. Inizialmente pensavo appartenesse al Megalonyx o al Megatherium. A conferma di ciò, nella stessa formazione ho trovato una grande superficie di placche ossee poligonali, che "recenti osservazioni" (quali sono?) hanno associato al Megatherium. Non appena le ho viste, ho pensato che dovessero appartenere a un enorme armadillo, genere di cui le specie viventi sono così abbondanti qui. 3o La mandibola inferiore di un grande animale che, dai denti molari, sembrerebbe appartenere agli Edentata. 4o Grandi denti molari che in alcuni aspetti sembrano appartenere a una specie enorme di roditori. 5o Alcuni denti più piccoli appartenenti allo stesso ordine, ecc. ecc. Sono mescolati con conchiglie marine che mi sembrano identiche a specie attuali. Tuttavia, da quando sono stati depositati nei loro strati, il paese ha subito diversi cambiamenti geologici.
C'è un povero esemplare di uccello che, ai miei occhi inesperti in ornitologia, sembra un bizzarro incrocio tra un’allodola, un piccione e un beccaccino. Il signor MacLeay non avrebbe mai immaginato una creatura così intermedia.
Ho raccolto alcuni anfibi interessanti: un bel bipes, un nuovo Trigonocephalus che nei suoi comportamenti connette magnificamente il Crotalus e il Viperus, e molti nuovi sauri (per quanto ne so). Per quanto riguarda un piccolo rospo, spero sia nuovo, così che possa essere chiamato "diabolicus." Milton deve essersi riferito proprio a questo individuo quando scrive "accovacciato come un rospo."
Tra i crostacei pelagici, ho trovato alcuni generi nuovi e curiosi. Tra gli zoofiti, animali interessanti. Per quanto riguarda una Flustra, se non avessi il campione a supportarmi, nessuno crederebbe alla sua struttura tanto anomala. Ma in termini di novità, tutto questo impallidisce di fronte a una famiglia di animali pelagici che, a prima vista, sembrano meduse, ma in realtà sono altamente organizzati.
Li ho esaminati ripetutamente e, dalla loro struttura, è impossibile collocarli in un ordine esistente. Forse il genere Salpa è quello più vicino, anche se la trasparenza del corpo è quasi l’unico carattere che hanno in comune.
Siamo stati a Buenos Aires per una settimana. È una grande città, ma il paese circostante è pessimo: tutto è fango; non si può andare da nessuna parte né fare nulla a causa del fango. In città ho ottenuto molte informazioni sui banchi dell’Uruguay. Mi hanno parlato di calcari con conchiglie e strati di conchiglie ovunque.
Ho acquistato frammenti di alcune ossa enormi, che mi hanno assicurato appartenere agli antichi giganti!»
(Montevideo, 24 novembre 1832)

### Lettera dell'11 aprile 1833
Tornato ad aprile 1833 dopo mesi passati a Tierra del Fuego e una visita alle Isole Falkland, Darwin descrisse le sue reazioni nel vedere il popolo Yahgan di Fuegia e il contrasto con i Fuegiani a bordo, come Jemmy Button, oltre a fare osservazioni sulla geologia e sulla zoologia.
It is now some months since we have been at a civilized port; nearly all this time has been spent in the most southern part of Tierra del Fuego. It is a detestable place; gales succeed gales at such short intervals, that it is difficult to do any thing. We were twenty-three days off Cape Horn, and could by no means get to the westward.—We at last ran into harbour, and in the boats got to the west of the inland channels.—With two boats we went about three hundred miles; and thus I had an excellent opportunity of geologizing and seeing much of the savages. The Fuegians are in a more miserable state of barbarism than I had expected ever to have seen a human being. In this inclement country they are absolutely naked, and their temporary houses are like those which children make in summer with boughs of trees.
The climate in some respects is a curious mixture of severity and mildness; as far as regards the animal kingdom the former character prevails; I have in consequence not added much to my collections. The geology of this part of Tierra del Fuego was to me very interesting. The country is non-fossiliferous, and a common-place succession of granitic rocks and slates: attempting to make out the relation of cleavage, strata, &c. &c. was my chief amusement.
The Southern ocean is nearly as sterile as the continent it washes. Crustaceæ have afforded me most work.
I found a Zoea,1 of most curious form, its body being only one-sixth the length of the two spears. I am convinced, from its structure and other reasons, it is
a young Erichthus.1 I must mention part of the structure of a Decapod, it is so very anomalous: the last pair of legs are small and dorsal, but instead of being terminated by a claw, as in all others, it has three curved bristle-like appendages; these are finely serrated and furnished with cups, somewhat resembling those of the Cephalopods. The animal being pelagic, this beautiful structure enables it to hold on to light floating objects. I have found out something about the propagation of that ambiguous tribe the Corallines.
After leaving Tierra del Fuego, we sailed to the Falklands.
I had here the high good fortune to find amongst the most primitive looking rocks, a bed of micaceous sandstone, abounding with Terebratula2 and its sub-genera, and Entrochites.3 As this is so remote a locality from Europe, I think the comparison of these impressions with those of the oldest fossiliferous rocks of Europe will be pre-eminently interesting. Of course they are only models and casts; but many of them are very perfect.»
Sono ormai diversi mesi che non tocchiamo un porto civilizzato; quasi tutto questo tempo è stato trascorso nella parte più meridionale della Terra del Fuoco. È un luogo detestabile; le tempeste si susseguono a intervalli così brevi che è difficile fare qualsiasi cosa. Siamo rimasti ventitré giorni al largo di Capo Horn senza riuscire in alcun modo a procedere verso ovest. Alla fine siamo entrati in un porto e, con le barche, abbiamo attraversato i canali interni verso ovest. Con due barche abbiamo percorso circa trecento miglia, e così ho avuto un'eccellente opportunità di fare osservazioni geologiche e di vedere molto dei selvaggi. I Fuegini sono in uno stato di barbarie più miserevole di quanto mi aspettassi di vedere in esseri umani. In questo clima inclemente sono completamente nudi, e le loro abitazioni temporanee somigliano a quelle che i bambini costruiscono d'estate con rami d'albero.
Il clima è in alcuni aspetti una curiosa mescolanza di severità e mitezza; per quanto riguarda il regno animale prevale la prima caratteristica. Di conseguenza, non ho aggiunto molto alle mie collezioni. La geologia di questa parte della Terra del Fuoco è stata per me molto interessante. Il territorio non è fossilifero, ed è caratterizzato da una successione banale di rocce granitiche e scisti: il mio principale passatempo è stato cercare di capire la relazione tra fenditure, strati, ecc.
L'oceano meridionale è quasi sterile quanto il continente che bagna. I Crostacei mi hanno dato più lavoro di altri organismi.
Ho trovato una Zoea, una larva di forma molto curiosa, con il corpo lungo solo un sesto delle sue due appendici simili a lance. Sono convinto, per struttura e altri motivi, che si tratti di un giovane Erichthus. Devo menzionare una parte della struttura di un Decapode, che è davvero anomala: l'ultima coppia di zampe è piccola e dorsale, ma invece di terminare in un artiglio, come avviene per tutti gli altri, presenta tre appendici simili a setole ricurve. Queste sono finemente dentellate e dotate di ventose, un po' simili a quelle dei Cefalopodi. Essendo un animale pelagico, questa struttura straordinaria gli consente di aggrapparsi a oggetti galleggianti leggeri. Ho scoperto qualcosa sulla propagazione di quella tribù ambigua che sono le Coralline.
Dopo aver lasciato la Terra del Fuoco, siamo salpati per le Falkland.
Qui ho avuto la grande fortuna di trovare, tra le rocce dall'aspetto più primitivo, un letto di arenaria micacea ricco di Terebratula e dei suoi sottogeneri, nonché di Entrochiti. Poiché questo luogo è così remoto dall'Europa, penso che il confronto tra queste impronte e quelle delle rocce fossilifere più antiche d'Europa sarà estremamente interessante. Ovviamente si tratta solo di modelli e calchi, ma molti di essi sono molto ben conservati.»
(11 aprile 1833)

### RIO DE LA PLATA, 18 luglio 1833
Dal Río de la Plata, descrisse le sue raccolte, ora con l'assistenza di un aiutante (Syms Covington) che aveva "insegnato a spellare gli uccelli, ecc.".
We have got almost every bird in this neighbourhood, (Meldonado) about eighty in number, and nearly twenty quadrupeds.
In a few days we go to the Rio Negro to survey some banks.
The geology must be very interesting. It is near the junction of the Megatherium and Patagonian cliffs. From what I saw of the latter, in one half hour, in St Joseph's bay, they would be well worth a long examination. Above the great oyster-bed there is one of gravel, which fills up inequalities in its interior; and above this, and therefore high out of the water, is one of such modern shells that they retain their colour and emit a bad smell when burnt. Patagonia must clearly have lately risen from the water.»
Abbiamo raccolto quasi tutti gli uccelli di questa zona (Meldonado), circa ottanta specie, e quasi venti quadrupedi.
Tra pochi giorni ci sposteremo al Rio Negro per mappare alcune banche.
La geologia deve essere molto interessante. Si tratta della zona vicino all'unione tra le scogliere del Megaterio e quelle della Patagonia. Da quello che ho visto di queste ultime, in mezz'ora, nella baia di San Giuseppe, varrebbe la pena di esaminarle a fondo. Sopra il grande strato di ostriche ce n'è uno di ghiaia che riempie le irregolarità al suo interno; e al di sopra di questo, quindi ben fuori dall'acqua, ce n'è uno di conchiglie così recenti che conservano ancora il loro colore ed emettono un cattivo odore se bruciate. È chiaro che la Patagonia si è sollevata dall'acqua in tempi relativamente recenti.»
(RIO DE LA PLATA, 18 luglio 1833)

### Montevideo, 12 novembre 1833
Da Montevideo, dopo ampie traversate terrestri durante "una sanguinosa guerra di sterminio contro gli indiani" (condotta da Rosas) e nuove scoperte fossili, inviò altri esemplari.
I had the satisfaction of ascending the Tierra de la Ventana, a chain of mountains between three and four thousand feet high, the very existence of which is scarcely known beyond the Rio Plata. After resting a week at Buenos Ayres, I started for St Fé. On the road the geology was interesting. I found two great groups of immense bones, but so very soft as to render it impossible to remove them. I think, from a fragment of one of the teeth, they belonged to the Mastodon. In the Rio Carcarana, I got a tooth which puzzles even my conjectures. It looks like an enormous gnawing one. At St Fé, not being well, I embarked and had a fine sail of three hundred miles down that princely river the Parana. When I returned to Buenos Ayres, I found the country upside down with revolutions, which caused me much trouble. I at last got away and joined the Beagle.»
Ho avuto la soddisfazione di scalare la Tierra de la Ventana, una catena montuosa alta tra i novecento e i mille duecento metri, la cui stessa esistenza è appena conosciuta al di là del Rio de la Plata. Dopo una settimana di riposo a Buenos Aires, sono partito per Santa Fé. Lungo il percorso, la geologia era interessante. Ho trovato due grandi gruppi di ossa immense, ma così fragili da rendere impossibile il loro recupero. Penso, da un frammento di un dente, che appartenessero a un mastodonte. Nel Rio Carcarana ho trovato un dente che sfida persino le mie ipotesi. Sembra quello di un roditore di dimensioni enormi. A Santa Fé, non sentendomi bene, mi sono imbarcato e ho fatto una piacevole navigazione di trecento miglia lungo quel maestoso fiume, il Paraná. Quando sono tornato a Buenos Aires, ho trovato il paese sconvolto dalle rivoluzioni, il che mi ha causato molti problemi. Alla fine sono riuscito a partire e a ricongiungermi con il Beagle.»
(Montevideo, 12 novembre 1833)

### Isole Falkland, marzo 1834
Nelle Isole Falkland orientali, nel marzo 1834, fu felice di ricevere una lettera da Henslow che riportava l'arrivo sicuro del secondo carico, con i fossili di Megatherium, suscitando grande interesse da parte dell'esperto William Clift. Darwin aveva raccolto altri fossili e li aveva messi in relazione con conchiglie marine, alcune delle quali conservavano ancora il loro colore blu e sembravano simili alle conchiglie moderne. Era riuscito anche a procurarsi un esemplare di una specie più piccola di struzzo.
I collected all the plants which were in flower on the coast of Patagonia, at Port Desire, and St Julian; also on the eastern parts of Tierra del Fuego, where the climate and features of Tierra del Fuego and Patagonia are united.
The soil of Patagonia is very dry, gravelly, and light. In East Tierra, it is gravelly, peaty, and damp. Since leaving the Rio Plata I have had some opportunities of examining the great southern Patagonian formation. I have a good many shells; from the little I know of the subject, it must be a tertiary formation, for some of the shells (and corallines) now exist in the sea. Others, I believe, do not. This bed, which is chiefly characterized by a great oyster, is covered by a very curious bed of porphyry pebbles, which I have traced for more than seven hundred miles. But the most curious fact is, that the whole of the east coast of the southern part of South America has been elevated from the ocean, since a period during which muscles have not lost their blue colour. At Port St Julian I found some very perfect bones of some large animal, I fancy a Mastodon: the bones of one hind extremity are very perfect and solid. This is interesting, as the latitude is between 49° and 50°, and the site far removed from the great Pampas, where bones of the narrow toothed Mastodon are so frequently found. By the way this Mastodon and the Megatherium, I have no doubt, were fellow brethren in the ancient plains. Relics of the Megatherium I have found at a distance of nearly six hundred miles in a north and south line. In Tierra del Fuego I have been interested in finding some sort of ammonite (also I believe found by Capt. King1) in the slate near Port Famine; and on the eastern coast there are some curious alluvial plains, by which the existence of certain quadrupeds in the islands can clearly be accounted for. There is a sandstone with the impression of leaves like the common beech tree; also modern shells, &c., and on the surface of the table land there are, as usual, muscles with their blue colour, &c.
I have chiefly been employed in preparing myself for the South Sea, and examining the polypi of the smaller corallines in these latitudes. Many in themselves are very curious, and I think undescribed: there was one appalling one, allied to a Flustra, which I dare say I mentioned having found to the northward, where the cells have a moveable organ (like a vulture's head, with a dilatable beak), fixed on the edge. But what is of more general interest, is the unquestionable (as it appears to me) existence of another species of ostrich besides the Struthio ostrea. All the Gauchos and Indians state it is the case: and I place the greatest faith in their observations. I have the head, neck, and piece of skin, feathers, and legs of one. The differences are chiefly in the colour of the feathers and scales; in the legs being feathered below the knees; also in its modification, and geographical distribution.»
Ho raccolto tutte le piante in fiore lungo la costa della Patagonia, a Port Desire e a San Giuliano; inoltre, nelle zone orientali della Terra del Fuoco, dove il clima e le caratteristiche della Terra del Fuoco e della Patagonia si uniscono.
Il suolo della Patagonia è molto asciutto, ghiaioso e leggero. Nella parte orientale della Terra del Fuoco, è ghiaioso, torboso e umido. Da quando ho lasciato il Rio della Plata, ho avuto alcune opportunità di esaminare la grande formazione meridionale della Patagonia. Ho raccolto molte conchiglie; per quel poco che so sull’argomento, dovrebbe trattarsi di una formazione terziaria, poiché alcune conchiglie (e coralline) esistono ancora oggi in mare, mentre altre, credo, non esistano più. Questo strato, caratterizzato principalmente da una grande ostrica, è coperto da uno strato molto curioso di ciottoli di porfido, che ho seguito per più di 700 miglia. Ma il fatto più curioso è che tutta la costa orientale della parte meridionale del Sud America si è sollevata dall'oceano durante un periodo in cui i mitili non hanno ancora perso il loro colore blu. A Port San Giuliano ho trovato alcune ossa molto ben conservate di un grande animale, che credo sia un Mastodonte: le ossa di un arto posteriore sono molto perfette e solide. Questo è interessante, dato che la latitudine è tra 49° e 50° e il sito è lontano dalle grandi Pampas, dove si trovano spesso ossa di Mastodonti dai denti stretti. Tra l’altro, credo fermamente che il Mastodonte e il Megatherium siano stati compagni nelle antiche pianure. Ho trovato resti di Megatherium a una distanza di quasi 600 miglia in linea nord-sud. Nella Terra del Fuoco, ho trovato interessante scoprire una sorta di ammonite (che credo sia stata trovata anche dal capitano King) nello scisto vicino a Port Famine; inoltre, lungo la costa orientale, ci sono alcune curiose pianure alluvionali, che spiegano chiaramente l’esistenza di alcuni quadrupedi nelle isole. C'è una arenaria con impronte di foglie simili a quelle del faggio comune; anche conchiglie moderne, ecc. Sulla superficie dell'altopiano ci sono, come di consueto, mitili con il loro colore blu, ecc.
Mi sono occupato principalmente di prepararmi per i Mari del Sud ed esaminare i polipi delle piccole coralline in queste latitudini. Molti di loro sono molto curiosi e penso non ancora descritti: ce n'era uno sorprendente, imparentato con una Flustra, che credo di aver già menzionato quando lo trovai più a nord, dove le cellule hanno un organo mobile (simile alla testa di un avvoltoio con un becco dilatabile), fissato sul bordo. Ma ciò che ha un interesse più generale è l'incontestabile (a mio avviso) esistenza di un'altra specie di struzzo oltre allo Struthio rhea. Tutti i Gauchos e gli Indiani affermano che sia così: ripongo molta fiducia nelle loro osservazioni. Ho la testa, il collo, un pezzo di pelle, piume e zampe di uno di questi. Le differenze riguardano principalmente il colore delle piume e delle squame; le zampe sono piumate sotto le ginocchia; inoltre, vi sono modifiche nella distribuzione geografica.»
(Isole Falkland, marzo 1834)

### Valparaiso, 24 luglio 1834
Arrivati sulla costa occidentale, a Valparaíso Darwin fu entusiasta di ricevere le tanto attese lettere da Henslow che lodavano il suo lavoro e gli davano consigli. Le sue attività di raccolta e di ricerca geologica erano continuate, inclusa una spedizione sulle Ande, ma una malattia lo aveva costretto a ritardare l'invio della lettera.
The valley of Santa Cruz appears to me a very curious one; at first it quite baffled me. I believe I can shew good reasons for supposing it to have been once a northern strait, like that of Magellan.
In Tierra del Fuego I collected and examined some corallines: I have observed one fact which quite startled me. It is, that in the genus Sertularia1 (taken in its most restricted form as by Lamouroux2), and in two species which, excluding comparative expressions, I should find much difficulty in describing as different, the polypi quite and essentially differed in all their most important and evident parts of structure. I have already seen enough to be convinced that the present families of corallines, as arranged by Lamarck, Cuvier, &c. are highly artificial. It appears to me, that they are in the same state in which shells were, when Linnæus left them for Cuvier to re-arrange..
It is most extraordinary I can no where see in my books a single description of the polypus of any one coral (excepting Lobularia (Alcyonium) of Savigny).1 I found a curious little stony Cellaria (a new genus), each cell provided with a long toothed bristle capable of various and rapid motions. This motion is often simultaneous, and can be produced by irritation. This fact, as far as I see, is quite isolated in the history (excepting of the Flustra, with an organ like a vulture's head) of Zoophites. It points out a much more intimate relation between the polypi, than Lamarck is willing to allow. I forget whether I mentioned having seen something of the manner of propagation in that most ambiguous family, the corallines: I feel pretty well convinced that if they are not plants, they are not Zoophites: the "gemmule" of a Halimeda contains several articulations united, ready to burst their envelope and become attached to some basis. I believe that in Zoophites universally, the gemmule produces a single polypus, which afterwards or at the same time grows with its cell, or single articulation. The Beagle left the strait of Magellan in the middle of winter: she found her road out by a wild unfrequented channel; well might Sir J. Nasborough2 call the west coast South Desolation, "because it is so desolate a land to behold." We were driven into Chiloe, by some very bad weather. An Englishman gave me three specimens of that very fine lucanoidal insect,1 which is described in the Cambridge Philosophical Transactions,2 two males and one female. I find Chiloe is composed of lava and recent deposits. The lavas are curious, from abounding with or rather being composed of pitchstone.
We arrived here the day before yesterday; the views of the distant mountains are most sublime and the climate delightful: after our long cruise in the damp gloomy climates of the South, to breathe a clear dry air, and feel honest warm sunshine, and eat good fresh roast beef, must be the summum bonum of human life. I do not like the looks of the rocks half so much as the beef, there is too much of those rather insipid ingredients, mica, quartz, and feldspar.
Shortly after arriving here I set out on a geological excursion, and had a very pleasant ramble about the base of the Andes. The whole country appears composed of breccias, (and I imagine slates) which universally have been modified, and often completely altered by the action of fire; the varieties of porphyry thus produced are endless, but no where have I yet met with rocks which have flowed in a stream; dykes of greenstone are very numerous. Modern volcanic action is entirely shut up in the very central parts (which cannot now be reached on account of the snow) of the Cordilleras. To the south of the Rio Maypo, I examined the tertiary plains already partially described by M. Gay.1 The fossil shells appear to me to differ more widely from the recent ones, then in the great Patagonian formation; it will be curious if an eocene and meiocene formation (recent there is abundance of) could be proved to exist in South America as well as in Europe. I have been much interested by finding abundance of recent shells at an elevation of thirteen hundred feet; the country in many places is scattered over with shells, but these are all littoral ones! So that I suppose the thirteen hundred feet elevation must be owing to a succession of small elevations, such as in 1822. With these certain proofs of the recent residence of the ocean over all the lower parts of Chili, the outline of every view and the form of each valley possesses a high interest. Has the action of running water or the sea formed this ravine? was a question which often arose in my mind, and was generally answered by my finding a bed of recent shells at the bottom. I have not sufficient arguments, but I do not believe that more than a small fraction of the height of the Andes has been formed within the tertiary period.»
La valle del Santa Cruz mi appare una valle molto curiosa; inizialmente mi ha del tutto confuso. Credo di poter fornire buone ragioni per supporre che un tempo fosse uno stretto settentrionale, simile a quello di Magellano.
In Tierra del Fuego ho raccolto ed esaminato alcune coralline: ho osservato un fatto che mi ha completamente sorpreso. È il fatto che nel genere Sertularia (prendendo la forma più ristretta come fa Lamouroux), e in due specie che, escludendo espressioni comparative, troverei con molta difficoltà da descrivere come diverse, i polipi differivano completamente ed essenzialmente in tutte le loro parti più importanti ed evidenti della struttura. Ho già visto abbastanza per essere convinto che le famiglie attuali di coralline, come le ha ordinate Lamarck, Cuvier, ecc., sono altamente artificiali. Mi sembra che si trovino nello stesso stato in cui si trovavano le conchiglie quando Linneo le lasciò a Cuvier per essere riordinate.
È veramente straordinario che non riesca a trovare da nessuna parte nei miei libri una singola descrizione del polipo di qualsiasi corallo (eccetto Lobularia (Alcyonium) di Savigny). Ho trovato una curiosa piccola Cellaria pietrosa (un nuovo genere), ogni cella dotata di una lunga setola dentata capace di vari e rapidi movimenti. Questo movimento è spesso simultaneo e può essere prodotto da irritazione. Questo fatto, per quanto vedo, è completamente isolato nella storia (eccetto che per la Flustra, con un organo simile a una testa di avvoltoio) degli Zoofiti. Indica una relazione molto più intima tra i polipi di quanto Lamarck sia disposto ad ammettere. Non ricordo se ho menzionato di aver visto qualcosa riguardo al modo di propagazione di quella famiglia così ambigua, le coralline: sono abbastanza convinto che se non sono piante, non sono nemmeno Zoofiti: la "gemmula" di una Halimeda contiene diverse articolazioni unite, pronte a scoppiare dal loro involucro e a diventare attaccate a una base. Credo che negli Zoofiti, universalmente, la gemmula produca un singolo polipo, che successivamente o contemporaneamente cresce con la sua cella, o singola articolazione. La Beagle lasciò lo stretto di Magellano nel mezzo dell'inverno: trovò la sua via d'uscita attraverso un canale selvaggio e poco frequentato; ben potrebbe Sir J. Nasborough chiamare la costa occidentale "South Desolation", "perché è una terra così desolata da vedere". Siamo stati costretti a rifugiarci a Chiloe, a causa di un tempo molto brutto. Un inglese mi diede tre esemplari di quel bellissimo insetto lucanoide, che è descritto nei Cambridge Philosophical Transactions, due maschi e una femmina. Scopro che Chiloe è composta da lava e depositi recenti. Le lave sono curiose, in quanto abbondano o sono composte da pitchstone.
Arrivammo qui l'altro giorno; le vedute delle montagne lontane sono sublimi e il clima è delizioso: dopo la nostra lunga crociera nei climi umidi e cupi del Sud, respirare un'aria chiara e asciutta, sentire il caldo sole onesto e mangiare un buon arrosto di manzo fresco, deve essere il massimo della vita umana. Non mi piacciono affatto le rocce quanto il manzo, ci sono troppi di quegli ingredienti piuttosto insipidi, mica, quarzo e feldspato.
Poco dopo essere arrivato qui, ho intrapreso una escursione geologica, e ho fatto una piacevole passeggiata alla base delle Ande. Tutto il paese sembra essere composto da brecce (e immagino ardesie) che sono state universalmente modificate, e spesso completamente alterate dall'azione del fuoco; le varietà di porfido così prodotte sono infinite, ma finora non ho incontrato rocce che siano fluite in un corso; le faglie di verde stone sono molto numerose. L'azione vulcanica moderna è completamente confinata nelle zone molto centrali (che ora non possono essere raggiunte a causa della neve) delle Cordigliere. A sud del Rio Maypo, ho esaminato le pianure terziarie già parzialmente descritte da M. Gay. I fossili di conchiglie mi sembrano differire molto di più da quelle recenti, rispetto alla grande formazione patagonica; sarà curioso se una formazione eocenica e miocenica (recenti ce ne sono in abbondanza) possa essere provata essere presente in Sud America come in Europa. Mi ha molto interessato trovare abbondanza di conchiglie recenti a un'altitudine di 1300 piedi; il paese in molti luoghi è sparso di conchiglie, ma tutte sono conchiglie littorali! Suppongo che l'altitudine di 1300 piedi debba essere dovuta a una successione di piccole elevazioni, come nel 1822. Con queste prove certe della recente residenza dell'oceano su tutte le parti basse del Cile, la sagoma di ogni vista e la forma di ogni valle possiede un grande interesse. L'azione dell'acqua corrente o del mare ha formato questa gola? era una domanda che mi sorgeva spesso nella mente, e la risposta era generalmente trovata nel rinvenimento di uno strato di conchiglie recenti in fondo. Non ho argomenti sufficienti, ma non credo che più di una piccola parte dell'altezza delle Ande sia stata formata durante il periodo terziario.»
(Valparaiso, 24 luglio 1834)

### Valparaiso, marzo 1835
Concentrandosi maggiormente sulla geologia, visse il terremoto di Concepción del 1835, vedendo sia la devastazione della città che l'effetto del terremoto nell'innalzare i livelli del terreno.
You will have heard an account of the dreadful earthquake of the 20th of February. I wish some of the geologists, who think the earthquakes of these times are trifling, could see the way in which the solid rock is shivered. In the town there is not one house habitable; the ruins remind me of the drawings of the desolated eastern cities. We were at Valdivia at the time, and felt the shock very severely. The sensation was like that of skating over very thin ice; that is, distinct undulations were perceptible. The whole scene of Concepcion and Talcuana is one of the most interesting spectacles we have beheld since leaving England. Since leaving Valparaiso, during this cruise, I have done little excepting in geology. In the modern tertiary strata I have examined four bands of disturbance, which reminded me on a small scale of the famous tract in the Isle of Wight. In one spot there were beautiful examples of three different forms of upheaval. In two cases I think I can show that the inclination is owing to the presence of a system of parallel dykes traversing the inferior mica slate. The whole of the coast from Chiloe to the south extreme of the Peninsula of Tres Montes is composed of the latter rock; it is traversed by very numerous dykes, the mineralogical nature of which will, I suspect, turn out very curious. I examined one grand transverse chain of granite, which has clearly burst up through the overlying slate. At the Peninsula of Tres Montes there has been an old volcanic focus, which corresponds to another in the north part of Chiloe. I was much pleased at Chiloe by finding a thick bed of recent oyster-shells, &c. capping the tertiary plain, out of which grew large forest trees. I can now prove that both sides of the Andes have risen in this recent period to a considerable height. Here the shells were three hundred and fifty feet above the sea. In Zoology I have done but very little; excepting a large collection of minute diptera and hymenoptera from Chiloe. I took in one day, Pselaphus, Anaspis, Latridius, Leiodes, Cercyon, and Elmis, and two beautiful true Carabi; I might have fancied myself collecting in England. A new and pretty genus of nudibranch mollusca which cannot crawl on a flat surface, and a genus in the family of balanidæ,1 which has not a true case, but lives in minute cavities in the shells of the concholepas,2 are nearly the only two novelties.»
Avrai sentito parlare del terribile terremoto del 20 febbraio. Vorrei che alcuni dei geologi, che pensano che i terremoti di questi tempi siano irrilevanti, potessero vedere il modo in cui la roccia solida viene frantumata. Nella città non c'è una casa abitabile; le rovine mi ricordano i disegni delle città orientali desolate. Noi eravamo a Valdivia in quel momento, e abbiamo sentito il tremore molto intensamente. La sensazione era simile a quella di pattinare su un ghiaccio molto sottile; cioè, si percepivano ondulazioni distinte. L'intera scena di Concepcion e Talcuana è uno degli spettacoli più interessanti che abbiamo visto da quando abbiamo lasciato l'Inghilterra. Da quando abbiamo lasciato Valparaiso, durante questa crociera, ho fatto poco tranne che geologia. Negli strati terziari moderni ho esaminato quattro bande di disturbo, che mi hanno ricordato su scala ridotta il famoso tratto nell'Isola di Wight. In un punto c'erano bellissimi esempi di tre diverse forme di sollevamento. In due casi penso di poter dimostrare che l'inclinazione è dovuta alla presenza di un sistema di faglie parallele che attraversano la scistosità di mica inferiore. L'intera costa, da Chiloe fino all'estremo sud della Penisola di Tres Montes, è composta da quest'ultima roccia; è attraversata da moltissime faglie, la cui natura mineralogica, sospetto, si rivelerà molto curiosa. Ho esaminato una grande catena trasversale di granito, che chiaramente è emersa attraverso lo scisto sovrastante. Alla Penisola di Tres Montes c'è stato un antico focolaio vulcanico, che corrisponde a un altro nella parte settentrionale di Chiloe. Sono rimasto molto soddisfatto a Chiloe per aver trovato uno strato spesso di conchiglie di ostriche recenti, ecc., che copriva la pianura terziaria, da cui crescevano grandi alberi da foresta. Ora posso provare che entrambi i lati delle Ande sono saliti in questo periodo recente a una considerevole altezza. Qui le conchiglie erano a trecentocinquanta piedi sopra il livello del mare. In Zoologia ho fatto davvero poco; tranne una grande raccolta di ditteri e imenotteri minuti da Chiloe. In un giorno ho raccolto Pselaphus, Anaspis, Latridius, Leiodes, Cercyon ed Elmis, e due bellissimi veri Carabi; avrei potuto pensare di raccogliere in Inghilterra. Un nuovo e grazioso genere di molluschi nudibranchi che non riescono a strisciare su una superficie piana, e un genere nella famiglia dei balanidi, che non ha una vera conchiglia, ma vive in minuscole cavità nelle conchiglie della concholepas, sono quasi le uniche due novità.»
(Valparaiso, marzo 1835)

### Valparaiso, 18 aprle 1835
Durante un lungo viaggio attraverso le Ande, Darwin attraversò la Cordigliera principale al passo di Puquenas (Piuquenes) e più a est attraversò la Cordigliera Frontale al passo del Portillo. A più di 3.700 m trovò conchiglie marine e alberi fossilizzati che spuntavano attraverso gli strati di arenaria. Dopo aver raggiunto Mendoza, in Argentina, tornò passando dal passo di Uspallata. La sua lettera, datata 18 aprile 1835, conteneva una descrizione dettagliata della geologia complessa.
[...]
I will give a very short sketch of the structure of these huge mountains. In the Portillo pass (the more southern one) travellers have described the Cordilleras to consist of a double chain of nearly equal altitude, separated by a considerable interval. This is the case: and the same structure extends northward to Uspellata.1 The little elevation of the eastern line (here not more than six thousand or seven thousand feet) has caused it almost to be overlooked. To begin with the western and principal chain, where the sections are best seen; we have an enormous mass of a porphyritic conglomerate resting on granite. This latter rock seems to form the nucleus of the whole mass, and is seen in the deep lateral valleys, injected amongst, upheaving, overturning in the most extraordinary manner, the overlying strata. On the bare sides of the mountains, the complicated dykes and wedges of variously coloured rocks, are seen traversing in every possible form and shape the same formations, which, by their intersections, prove a succession of violences. The stratification in all the mountains is beautifully distinct, and owing to a variety in their colouring, can be seen at great distances. I cannot imagine any part of the world presenting a more extraordinary scene of the breaking up of the crust of the globe, than these central peaks of the Andes. The upheaval has taken place by a great number of (nearly) north and south lines*; which in most cases has formed as many anticlinal and synclinal ravines. The strata in the highest pinnacles are almost universally inclined at an angle from 70° to 80°. I cannot tell you how much I enjoyed some of these views; it is worth coming from England, once to feel such intense delight. At an elevation of from ten to twelve thousand feet, there is a transparency in the air, and a confusion of distances, and a sort of stillness, which give the sensation of being in another world; and when to this is joined the picture so plainly drawn of the great epochs of violence, it causes in the mind a most strange assemblage of ideas. The formation which I call porphyritic conglomerates, is the most important and most developed in Chili. From a great number of sections, I find it to be a true coarse conglomerate or breccia, which passes by every step, in slow gradation, into a fine clay-stone porphyry; the pebbles and cement becoming porphyritic, till at last all is blended in one compact rock. The porphyries are excessively abundant in this chain, and I feel sure that at least four-fifths of them have been thus produced from sedimentary beds in situ. There are also porphyries which have been injected from below amongst the strata, and others ejected which have flowed in streams: and I could shew specimens of this rock, produced in these three methods, which cannot be distinguished. It is a great mistake to consider the Cordilleras (here) as composed only of rocks which have flowed in streams. In this range I nowhere saw a fragment which I believe to have thus originated, although the road passes at no great distance from the active volcanos. The porphyries, conglomerates, sandstone, quartzone-sandstone, and limestones alternate and pass into each other many times (overlying clay-slate, when not broken through by the granite.) In the upper parts the sandstone begins to alternate with gypsum, till at last we have this substance of a stupendous thickness. I really think the formation is in some places (it varies much) nearly two thousand feet thick. It occurs often with a green (Epidote?) siliceous sandstone and snow-white marble: and resembles that found in the Alps, from containing large concretions of a crystalline marble of a blackish-gray colour. The upper beds, which form some of the higher pinnacles, consist of layers of snow-white gypsum and red compact sandstone, from the thickness of paper to a few feet, alternating in an endless round. The rock has a most curiously painted appearance. At the pass of the Puquenas1 in this formation, where a black rock (like clay-slate, without many laminæ) and pale limestone have replaced the red sandstone, I found abundant impressions of shells. The elevation must be between twelve thousand and thirteen thousand feet. A shell which I believe is a Gryphæa is the most abundant. There is also an Ostrea, Turritella, Ammonites, small bivalve, Terebratula (?) Perhaps some good conchologist will be able to give a guess to what grand division of the continents of Europe these organic remains bear most resemblance. They are exceedingly imperfect and few; the Gryphites1 are most perfect. It was late in the season, and the situation particularly dangerous, from snow-storms. I did not dare to delay, otherwise a good harvest might have been reaped. So much for the western line. In the Portillo Pass, proceeding eastward, I met with an immense mass of a conglomerate, dipping to the west 45°, which rests on micaceous sandstone, &c. upheaved, converted into quartz rock, penetrated by dykes, from a very grand mass of protogene (large crystals of quartz, red feldspar, and a little chlorite.) Now this conglomerate, which reposes on and dips from the protogene at an angle of 45°, consists of the peculiar rocks of the first described chain, pebbles of the black rock with shells, green sandstone, &c. &c. It is here manifest also, that the upheaval (and deposition at least of part) of the grand eastern chain is entirely posterior to the western. To the north, in the Uspellata pass, we have also a fact of the same class. Bear this in mind; it will help to make you believe what follows. I have said the Uspellata range is geologically, although only six thousand or seven thousand feet, a continuation of the grand eastern chain. It has its nucleus of granite, consisting of grand beds of various crystalline rocks, which I can feel no doubt are subaqueous lavas alternating with sandstone, conglomerates, and white aluminous beds (like decomposed feldspar) with many other curious varieties of sedimentary deposits. These lavas and sandstones alternate very many times, and are quite conformable one to the other. During two days of careful examination I said to myself at least fifty times, how exactly like, only rather harder, these beds are to those of the upper tertiary strata of Patagonia, Chiloe, and Concepcion, without the possibility of their identity ever having occurred to me. At last there was no resisting the conclusion. I could not expect shells, for they never occur in this formation; but lignite or carbonaceous shale ought to be found. I had previously been exceedingly puzzled by meeting in the sandstone with thin layers (a few inches to some feet thick) of a brecciated pitchstone.1 I now strongly suspect that the underlying granite has altered such beds into this pitchstone. The silicified wood (particularly characteristic of the formation) was yet absent; but the conviction that I was on the tertiary strata was so strong in my mind by this time, that on the third day, in the midst of lavas, and heaps of granite, I began an apparently forlorn hunt in search of it. How do you think I succeeded? In an escarpement of compact greenish sandstone I found a small wood of petrified trees in a vertical position, or rather the strata were inclined about 20° or 30° to one point, and the trees 70° to the opposite; that is, they were before the tilt truly vertical. The sandstone consists of many horizontal layers, and is marked by the concentric lines of the bark (I have a specimen). Eleven are perfectly silicified, and resemble the dicotyledonous wood which I found at Chiloe and Concepcion: the others, thirty to thirty-four in number, I only know to be trees from the analogy of form and position; they consist of snow-white columns (Like Lot's wife) of coarsely crystalized carbonate of lime. The largest shaft is seven feet. They are all close together, within one hundred yards, and about the same level; no where else could I find any. It cannot be doubted that the layers of fine sandstone have quietly been deposited between a clump of trees, which were fixed by their roots. The sandstone rests on lava, is covered by a great bed, apparently about one thousand feet thick, of black augitic lava, and over this there are at least five grand alternations of such rocks and aqueous sedimentary deposits; amounting in thickness to several thousand feet. I am quite afraid of the only conclusion which I can draw from this fact, namely, that there must have been a depression in the surface of the land to that amount. But neglecting this consideration, it was a most satisfactory support of my presumption of the tertiary age of this eastern chain. (I mean by tertiary, that the shells of the period were closely allied to, and some identical with, those which now lie in the lower beds of Patagonia.) A great part of the proof must remain upon my ipse dixit of a mineralogical resemblance to those beds whose age is known. According to this view granite, which forms peaks of a height probably of fourteen thousand feet, has been fluid in the tertiary period: strata of that period have been altered by its heat, and are traversed by dykes from the mass: are now inclined at high angles, and form regular or complicated anticlinal lines. To complete this climax, these same sedimentary strata and lavas are traversed by very numerous true metallic veins of iron, copper, arsenic, silver, and gold, and these can be traced to the underlying granite. A gold mine has been worked close to the clump of silicified trees. When you see my specimens, sections, and account, you will think there is pretty strong presumptive evidence of the above facts. They appear very important; for the structure and size of this chain will bear comparison with any in the world: and that all this should have been produced in so very recent a period is indeed remarkable. In my own mind I am quite convinced of it. I can any how most conscientiously say, that no previously formed conjecture warped my judgment. As I have described, so did I actually observe the facts.
[...]
On some of the large patches of perpetual snow, I found the famous red snow of the arctic regions. I send with this letter my observations and a piece of paper on which I tried to dry some specimens.
[...]
I also send a small bottle with two Lizards: one of them is viviparous, as you will see by the accompanying notice. M. Gay, a French naturalist, has already published in one of the newspapers of this country a similar statement, and probably has forwarded to Paris some account*
[...]
In the box there are two bags of seeds, one ticketed "valleys of Cordilleras five thousand to ten thousand feet high": the soil and climate exceedingly dry; soil light and strong; extremes in temperature: the other "chiefly from the dry sandy traversia of Mendoza, three thousand feet, more or less." If some of the bushes should grow, but not be healthy, try a slight sprinkling of salt and saltpetre. The plain is saliferous.
[...]
In the Mendoza bag, there are seeds or berries of what appears to be a small potatoe plant with a whitish flower. They grow many leagues from where any habitation could ever have existed, owing to the absence of water. Amongst the Chonos dried plants, you will see a fine specimen of the wild potatoe, growing under a most opposite climate, and unquestionably a true wild potatoe. It must be a distinct species from that of the lower Cordilleras.»
Offrirò una breve descrizione della struttura di queste enormi montagne. Nel Passo del Portillo (il più meridionale), i viaggiatori hanno descritto le Cordigliere come composte da una doppia catena di altitudine quasi uguale, separate da un notevole intervallo. Questo è corretto, e la stessa struttura si estende verso nord fino a Uspallata.1 La scarsa elevazione della linea orientale (qui non più di seimila o settemila piedi) ha fatto sì che sia stata quasi trascurata. Cominciando con la catena occidentale e principale, dove le sezioni sono meglio visibili, troviamo una massa enorme di conglomerato porfirico che poggia sul granito. Quest'ultima roccia sembra costituire il nucleo dell'intera massa ed è visibile nelle profonde valli laterali, iniettata tra gli strati sovrastanti, sollevandoli e capovolgendoli in modo straordinario. Sui pendii nudi delle montagne si vedono complicate dighe e cunei di rocce variamente colorate che attraversano, in tutte le forme possibili, le stesse formazioni, dimostrando, con le loro intersezioni, una successione di violenze. La stratificazione di tutte le montagne è magnificamente distinta e, grazie alla varietà dei colori, è visibile da grandi distanze. Non riesco a immaginare nessuna parte del mondo che presenti una scena più straordinaria dello sconvolgimento della crosta terrestre rispetto a questi picchi centrali delle Ande. Il sollevamento è avvenuto lungo un gran numero di linee (quasi) nord-sud*, che hanno spesso formato altrettante valli anticlinali e sinclinali. Gli strati nei pinnacoli più alti sono quasi universalmente inclinati con un angolo compreso tra 70° e 80°. Non posso esprimere quanto ho goduto di queste viste; vale la pena venire dall'Inghilterra una volta nella vita per provare un simile intenso piacere. A un'altitudine tra i dieci e i dodicimila piedi, c'è una trasparenza nell'aria, una confusione delle distanze e una sorta di quiete che dà la sensazione di essere in un altro mondo; e, quando a questo si aggiunge il quadro così chiaramente disegnato delle grandi epoche di violenza, si genera nella mente una combinazione di idee straordinariamente singolare.Il conglomerato porfirico, che ho descritto come la formazione più importante e sviluppata in Cile, è una breccia grossolana che passa gradualmente, per gradi lenti, a una porfirite di argilloscisto fine. I ciottoli e il cemento diventano porfirici, finché tutto si fonde in una roccia compatta. Le porfiriti sono estremamente abbondanti in questa catena, e sono certo che almeno quattro quinti di esse si siano formate da strati sedimentari in situ. Esistono inoltre porfiriti che sono state iniettate dal basso tra gli strati, e altre espulse che sono fluite in colate; potrei mostrare campioni di queste rocce, prodotte in questi tre modi, che risultano indistinguibili. È un grande errore considerare le Cordigliere (in questa zona) composte esclusivamente da rocce formatesi in colate. In questa catena non ho visto frammenti che credo si siano originati in questo modo, nonostante la strada passi non lontano da vulcani attivi. Le porfiriti, i conglomerati, le arenarie, le arenarie quarzose e i calcari si alternano e si trasformano l’uno nell’altro molte volte (sovrapponendosi all’argilloscisto, quando non interrotti dal granito). Nelle parti superiori, l'arenaria inizia ad alternarsi con il gesso, fino a raggiungere spessori impressionanti. Penso che la formazione, in alcuni punti (varia molto), raggiunga quasi duemila piedi di spessore. Si trova spesso associata a una arenaria silicea verde (Epidoto?) e a marmo bianco come neve; assomiglia a quella delle Alpi per la presenza di grandi concrezioni di marmo cristallino grigio-nerastro. Gli strati superiori, che formano alcuni dei pinnacoli più alti, consistono in strati di gesso bianco neve e arenaria compatta rossa, che si alternano in uno schema infinito, con spessori che vanno da un foglio di carta a pochi piedi. La roccia assume un aspetto dipinto in modo curioso. Nel passo delle Peuquenas1, in questa formazione, dove una roccia nera (simile all'argilloscisto, ma con poche laminazioni) e un calcare pallido hanno sostituito l’arenaria rossa, ho trovato abbondanti impronte di conchiglie. L’altitudine dev'essere compresa tra i dodicimila e i tredicimila piedi. Una conchiglia che credo sia una Gryphæa è la più abbondante. Ci sono anche un’Ostrea, una Turritella, Ammoniti, piccoli bivalvi e forse una Terebratula. Forse qualche buon conchiliologo potrà indovinare a quale grande divisione dei continenti europei assomigliano di più questi resti organici. Sono estremamente imperfetti e rari; le Gryphites1 sono le più integre. Era tardi nella stagione, e il luogo particolarmente pericoloso a causa delle tempeste di neve. Non ho osato fermarmi, altrimenti si sarebbe potuto raccogliere un buon bottino. Proseguendo nel Passo del Portillo, verso est, ho incontrato un'immensa massa di conglomerato inclinato a ovest di 45°, che poggia su arenaria micacea, ecc., sollevata e trasformata in quarzite, penetrata da dighe provenienti da una grande massa di protogene (cristalli di quarzo di grandi dimensioni, feldspato rosso e un po’ di clorite). Questo conglomerato, che si appoggia e si inclina a partire dal protogene con un angolo di 45°, è composto dalle rocce peculiari della catena descritta in precedenza: ciottoli della roccia nera con conchiglie, arenaria verde, ecc. È evidente anche qui che il sollevamento (e almeno parte della deposizione) della grande catena orientale è interamente posteriore a quella occidentale. Più a nord, nel Passo di Uspallata, troviamo un fatto simile. Va ricordato che questa catena, pur avendo un'altezza geologica di soli seimila o settemila piedi, è una continuazione della grande catena orientale. Ha un nucleo di granito composto da grandi strati di rocce cristalline, che sembrano essere lave subacquee alternate a arenarie, conglomerati e strati bianchi alluminiferi (simili a feldspato decomposto), con molte altre varietà curiose di depositi sedimentari. Queste lave e arenarie si alternano molte volte e sono completamente conformi l'una all'altra. Durante due giorni di attenta osservazione, mi sono ripetuto almeno cinquanta volte quanto questi strati fossero simili, anche se più duri, a quelli degli strati terziari superiori di Patagonia, Chiloé e Concepción. Alla fine, non potevo più resistere alla conclusione che fossero correlati. Non mi aspettavo di trovare conchiglie, poiché non si trovano mai in questa formazione; ma lignite o scisti carboniosi dovevano essere presenti. In precedenza ero rimasto molto perplesso trovando, nelle arenarie, sottili strati di breccia di pietra pece (da pochi pollici a qualche piede di spessore). Ora sospetto fortemente che il granito sottostante abbia alterato tali strati trasformandoli in questa pietra pece. Nonostante ciò, il legno silicificato, caratteristico di questa formazione, non si trovava ancora. Tuttavia, la convinzione che stessi studiando strati terziari era ormai così forte che, al terzo giorno, in mezzo a lave e ammassi di granito, iniziai una ricerca apparentemente disperata per trovarlo. In un affioramento di arenaria compatta verde, ho scoperto un piccolo bosco di alberi pietrificati in posizione verticale, o meglio, gli strati erano inclinati a circa 20° o 30° in una direzione, e gli alberi a 70° nella direzione opposta; cioè, prima dell’inclinazione, erano veramente verticali. L'arenaria è composta da molti strati orizzontali ed è segnata dalle linee concentriche della corteccia (ne ho un campione). Undici alberi sono perfettamente silicificati e somigliano al legno dicotiledone che ho trovato a Chiloé e Concepción; gli altri, da trenta a trentaquattro, li identifico come alberi solo per analogia di forma e posizione; consistono in colonne bianche come neve, costituite da carbonato di calcio cristallizzato in modo grossolano. Il tronco più grande misura sette piedi di altezza. Gli alberi sono tutti vicini tra loro, in un'area di circa cento iarde e a un livello simile; non ne ho trovati altrove. Non c’è dubbio che gli strati di arenaria fine si siano depositati lentamente intorno a un gruppo di alberi che erano fissi al suolo con le radici. L'arenaria poggia su uno strato di lava ed è ricoperta da un grande strato, apparentemente spesso circa mille piedi, di lava augitica nera. Sopra questa ci sono almeno cinque grandi alternanze di rocce laviche e depositi sedimentari acquatici, con uno spessore complessivo di diverse migliaia di piedi. Temo la sola conclusione possibile da questo fatto, ovvero che la superficie del terreno abbia subito una depressione di tale entità. Ma, tralasciando questa considerazione, si tratta di una prova molto soddisfacente a sostegno della mia ipotesi sull'età terziaria di questa catena orientale. Con "terziaria" intendo che le conchiglie di quel periodo erano strettamente affini, e alcune identiche, a quelle che si trovano nei letti inferiori della Patagonia. Gran parte delle prove si basa sul mio giudizio mineralogico, che associa questi strati a quelli la cui età è conosciuta. Secondo questa interpretazione, il granito, che forma picchi probabilmente alti quattordicimila piedi, sarebbe stato fluido nel periodo terziario: gli strati di quell’epoca sono stati alterati dal suo calore, attraversati da dighe provenienti dalla massa granitica, inclinati ad angoli elevati e formano ora linee regolari o complesse anticlinali. Per completare questa straordinaria serie di eventi, gli stessi strati sedimentari e lavici sono attraversati da numerose vere vene metallifere di ferro, rame, arsenico, argento e oro, che possono essere tracciate fino al granito sottostante. Una miniera d'oro è stata sfruttata vicino al gruppo di alberi pietrificati. Quando vedrai i miei campioni, sezioni e resoconti, penserai che ci siano prove piuttosto convincenti a favore di questi fatti. Mi sembrano molto importanti, perché la struttura e le dimensioni di questa catena possono essere paragonate a quelle di qualsiasi altra catena montuosa del mondo: il fatto che tutto ciò sia stato prodotto in un periodo così recente è davvero straordinario. Ne sono personalmente convinto. Posso affermare con coscienza che nessuna ipotesi preformata ha influenzato il mio giudizio. Ho osservato i fatti così come li ho descritti.
[...]
Sui grandi banchi di neve perenne ho trovato il famoso “neve rossa” delle regioni artiche. Includo in questa lettera le mie osservazioni e un pezzo di carta su cui ho cercato di asciugare alcuni campioni.
[...]
Inoltre, invio una piccola bottiglia con due lucertole: una di esse è vivipara, come vedrai dalla nota allegata. Monsieur Gay, un naturalista francese, ha già pubblicato un’osservazione simile in uno dei giornali di questo Paese e probabilmente ha inviato un resoconto a Parigi.
[...]
Nella scatola ci sono due sacchetti di semi, uno contrassegnato con “valli delle Cordigliere, tra cinquemila e diecimila piedi di altezza”: il terreno e il clima sono estremamente aridi; il suolo è leggero e resistente; vi sono forti escursioni termiche. L’altro sacchetto è etichettato “principalmente dalla traversia sabbiosa di Mendoza, circa tremila piedi, più o meno”. Se alcuni arbusti dovessero crescere ma non apparire sani, prova una leggera spruzzata di sale o salnitro. La pianura è salifera.
[...]
Nel sacchetto di Mendoza ci sono semi o bacche di quella che sembra essere una piccola pianta di patata con fiori biancastri. Crescono a molte leghe di distanza da qualsiasi luogo abitabile, a causa della mancanza d’acqua. Tra le piante essiccate raccolte nei Chonos, troverai un bell’esemplare di patata selvatica, che cresce sotto un clima completamente opposto e che è indiscutibilmente una vera patata selvatica. Deve essere una specie distinta rispetto a quella delle basse Cordigliere.»
(Valparaiso, 18 aprile 1835)

## Edizioni
- (EN) Charles Darwin, Extracts from letters addressed to Professor Henslow, su John Stevens Henslow  (a cura di), Darwin Online, Cambridge, stampa privata, 1º dicembre 1835. URL consultato il 27 gennaio 2022.